# 有漢インターチェンジ
有漢インターチェンジ（うかんインターチェンジ）は、岡山県高梁市有漢町有漢の岡山自動車道のインターチェンジである。
インター名は開設当時の上房郡有漢町に由来する（2004年に高梁市と合併）。

## 道路
- E73 岡山自動車道（3番）

## 接続する道路
- 岡山県道49号高梁旭線
- （近くに、岡山県道312号宮地有漢線）
- （近くに、岡山県道332号栗原有漢線）

## 周辺
インターチェンジを降りてすぐにうかん常山公園、石の風車がある。

## バス
本線上に高速バス専用のバス停留所が設けられている。
バス事業者は有漢インター（うかんインター）という呼称を使用している。
なお、新倉吉街道エクスプレス（倉吉方面）、ももたろうエクスプレス（米子・松江・出雲方面）は当バスストップには停車しない（運行経路上であるが通過扱いとなる）。

### 停車する路線
| のりば | 愛称          | 会社名       | 行先                                       | 備考 |
| ------ | ------------- | ------------ | ------------------------------------------ | ---- |
| 上り線 | 岡山 - 勝山線 | 中鉄北部バス | 岡山（岡山駅東口・天満屋バスステーション） |      |
| 下り線 | 岡山 - 勝山線 | 中鉄北部バス | 真庭（真庭市役所・中国勝山駅）             |      |

### バス停へのアクセス
- 備北バス 高梁バスセンター～有漢インター・金倉線 有漢インターバス停（有漢バスステーション）
上り線乗り場に隣接している。下り線乗り場へは本線下の市道を通ってアクセス可能。

## 隣
E73 岡山自動車道
(2) 賀陽IC/BS - 高梁SA - (3) 有漢IC/BS - 北房水田BS - (17) 北房JCT